# Garden City (Georgia)
Garden City è una città degli Stati Uniti d'America, situata nello Stato della Georgia e in particolare nella contea di Chatham.